# 青敬路

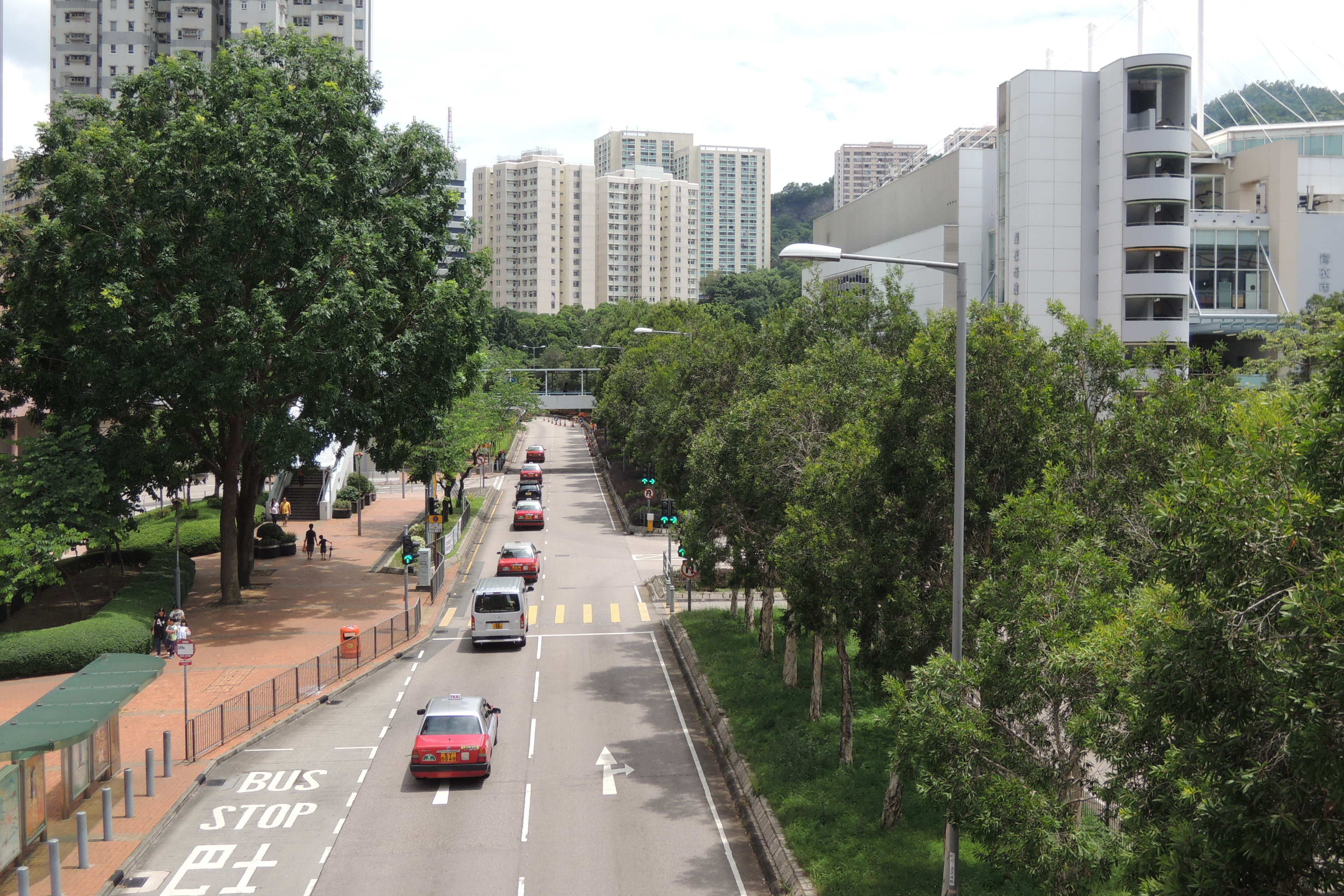
青敬路近青衣市政大廈

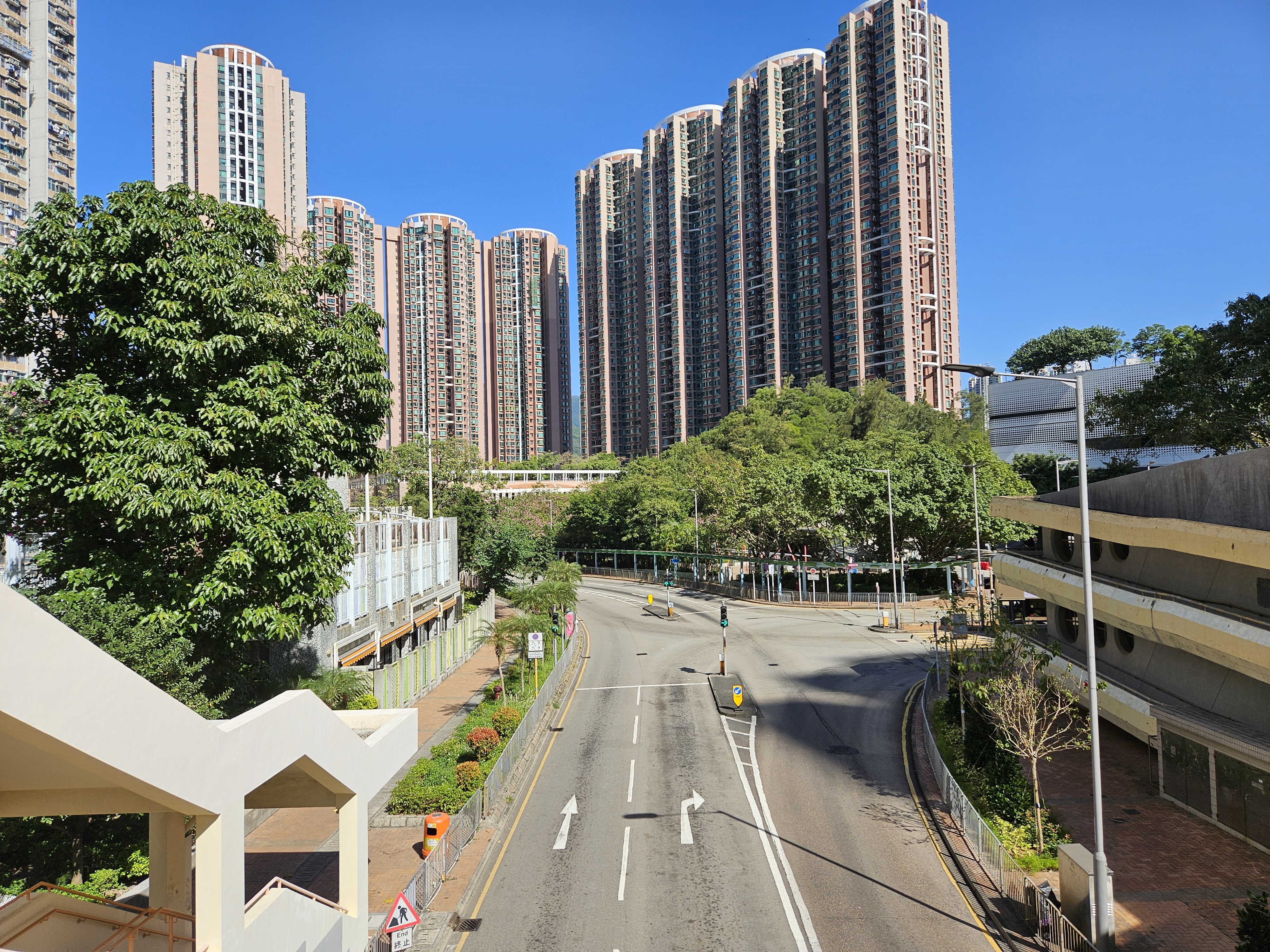
青敬路近地利亞（閩僑）英文小學

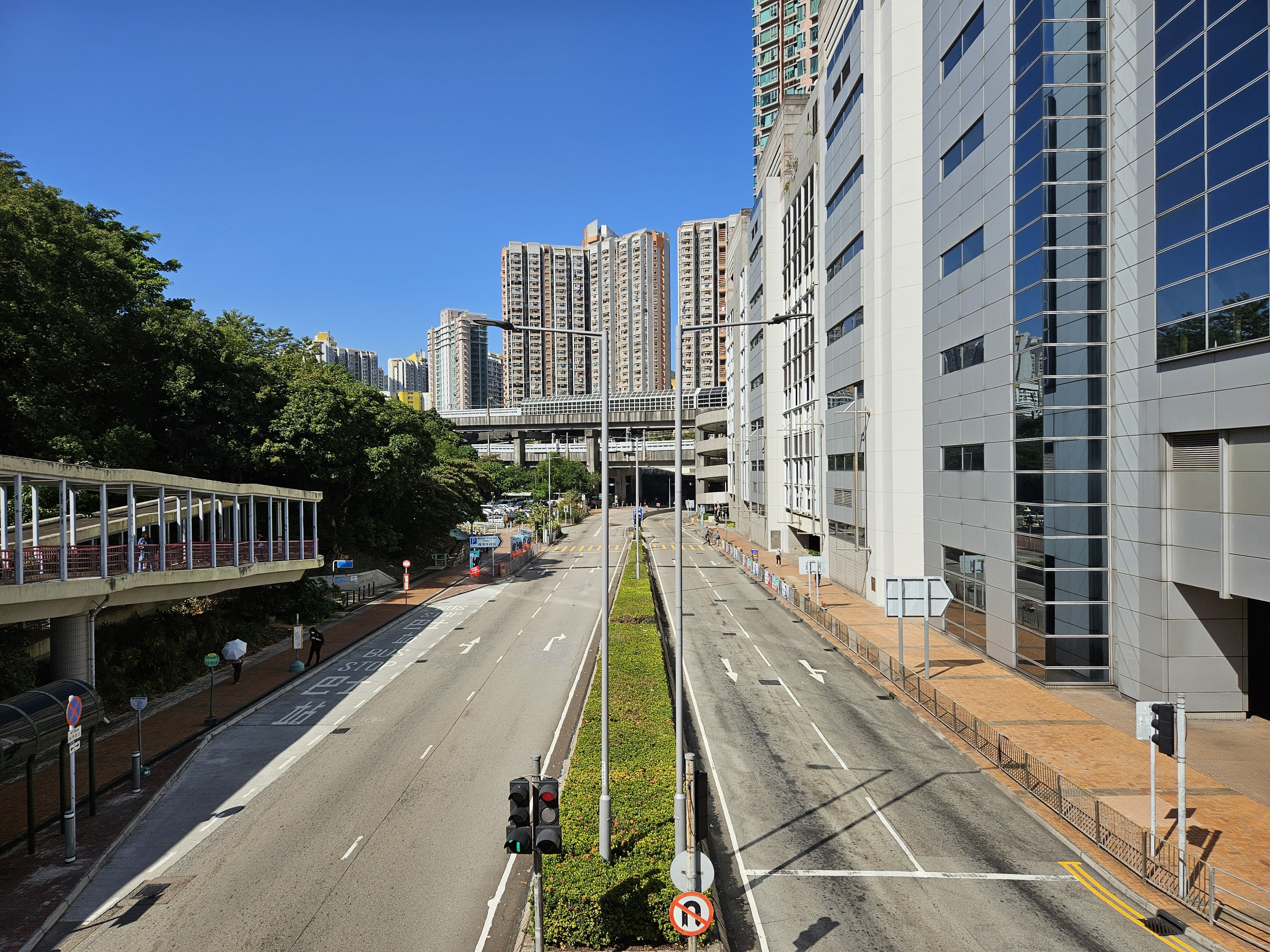
青敬路近青衣游泳池一段

青敬路（英語：Tsing King Road）為一條香港街道，位於新界青衣島北部，連接擔桿山交匯處及楓樹窩路交匯處，是青衣島的一條重要街道，路中央栽種着二百米長的龍船花。街旁建有多項重要設施，包括青衣站、青衣公園、青衣綜合大樓、青衣運動場、青衣游泳池。而且青衣有多個大型屋苑都建於該路旁。

## 沿路重要地點

### 交通設施
- 青衣站

### 住宅
- 長安邨
- 長發邨
- 青宏苑
- 青逸軒
- 灝景灣
- 盈翠半島
- 宏福花園
- 聖保祿村
- 海悅花園

### 社區設施
- 青衣公園
- 青衣綜合大樓（包括街市、圖書館、室內體育館）
- 青衣運動場
- 青衣游泳池

## 交匯道路
- 担桿山交匯處
- 牙鷹洲街
- 青綠街
- 楓樹窩路
- 青衣鄉事會路